# Grizzly Giant
Le Grizzly Giant est un arbre remarquable de Californie, aux États-Unis. Situé au sein de Mariposa Grove, dans la partie du parc national de Yosemite relevant du comté de Mariposa, ce séquoia géant de 63,7 mètres de haut est l'un des plus massifs représentants de son espèce.
Outre son volume, il est aussi considéré notable pour son âge, estimé entre 2 000 et 3 000 ans.